# 文龢 (資政院)
文（?—?）谱名文廷良，榜名文廷楷，号法和，老和可能系别号，江西萍乡人。文廷式的九弟。清末政治人物。

## 生平
文龢系庶出，府廪生。清朝光绪二十年（1894年）优贡，本科中式二十七名举人，考取内阁中书，候选知府，分发
江苏补用道，后保送经济特科。此后，历官至资政院议员，简充四川清理财政正监理官，督办盐政处谘议官。
清朝末年，文龢曾经参与公车上书，支持维新变法。他还在江西地方倡办矿务，以振兴实业。戊戌变法失败后，清廷发布逮捕文廷式的密旨。文廷式闻讯逃走，未被清廷拿获。当时文龢正住在南昌，遂受到官府诘问。